# Formula SAE
Formula SAE — студенческое соревнование, организованное Обществом автомобильных инженеров (Society of Automotive Engineers, SAE). Первые соревнования состоялись в 1978 году и первоначально назывались «SAE Mini Indy».

## Общее понятие
По замыслу соревнований команда студентов является инженерной группой, которая должна разработать, построить, испытать прототип автомобиля формульного класса для рынка непрофессиональных гоночных автомобилей. Испытанием для команд является сама постройка болида, который сможет успешно пройти все дисциплины на соревнованиях. Автомобиль должен быть построен согласно специальным правилам (регламенту), цель которых обеспечить безопасность на треке (гоночные машины управляются студентами), а также помочь найти решение проблем, возникающих при разработке.
Победителя соревнования выбирают по общему количеству баллов, набранных за следующие дисциплины:
| Презентация бизнес-плана  | 75   |
| Дизайн-презентация        | 150  |
| Экономическая презентация | 100  |
| Разгон                    | 75   |
| Тест на управляемость     | 50   |
| Автокросс                 | 150  |
| Топливная экономичность   | 100  |
| Пробег на выносливость    | 300  |
| Общее количество баллов   | 1000 |

Также у команд есть шанс получить награды от различных спонсоров за лучшее инженерное решение. Например, использование топлива E-85, инновационной электроники, аналитического подхода к проектированию болида и общих динамических характеристик.
Обязательным условием допуска автомобиля до участия в динамических дисциплинах является техническая инспекция, где происходит проверка автомобиля на соответствия требованиям регламента и требованиям безопасности.

### Техническая инспекция
1. Технический осмотр (Scrutineering) — проверка судьями автомобиля, дополнительного оборудования и экипировки водителей.
2. Тест на наклонном столе — проверка автомобиля с целью определения утечек топлива и эксплуатационных жидкостей (при наклоне автомобиля вбок на 45 градусов) и проверка его устойчивости против поперечного опрокидывания (при наклоне на 60 градусов).
3. Тест на шум — проверка уровня шума автомобиля
4. Тест на торможение — проверка тормозной системы автомобиля, в которой необходимо доказать, что тормозная систем способна заблокировать все четыре колеса при сохранении прямолинейного движения автомобиля.

### Динамические дисциплины
Автомобиль допускается к динамическим дисциплинам, если он прошел техническую инспекцию.
1. Соревнование на ускорение (Acceleration). Серия заездов на ускорение с места на дистанцию 75 метров. Баллы начисляются по специальной формуле согласно регламенту в зависимости от величины отставания от лучшего результата соревнований.
2. Соревнование на маневренность (Skid-Pad). Серия заездов на маневренность, в которой проверяется возможность автомобиля двигаться с боковой перегрузкой. Заезды на трассе типа «Восьмерка». Баллы начисляются по специальной формуле согласно регламенту в зависимости от величины отставания от лучшего результата соревнований.
3. Соревнования на точность управления (Autocross; на соревнованиях в Англии — Sprint). Заезд в два круга на время по замкнутой трассе длиной около 800 м из набора регламентированных элементов. Баллы начисляются по специальной формуле согласно регламенту в зависимости от величины отставания от лучшего результата соревнований.
4. Пробег на выносливость (Endurance). Заезды с раздельным стартом длиной 22 км по замкнутой трассе с обязательной сменой пилота в середине заезда. Баллы начисляются по специальной формуле согласно регламенту в зависимости от величины отставания от лучшего результата соревнований.

Формула SAE охватывает все аспекты бизнеса, включая исследования, проектирование, производство, испытания, разработку, маркетинг, управление и сбор средств.
Крупные компании, такие как General Motors, Ford, Chrysler сотрудничают более чем с 1000 студентами-инженерами, которые в свою очередь доказывают, что команда численностью от двух до 30 человек способна самостоятельно спроектировать и построить работоспособный автомобиль.
Судьями технической инспекции нередко выступают такие выдающиеся инженеры и консультанты гоночной индустрии как Кэрролл Смит, Билл Митчелл, Дуг Милликен, Клод Роуэл, Джек Олд Джон ЛеПлант, Рон Таранак и Брайан Кубала.
На сегодняшний день количество стран, где проходят этапы соревнований Формула SAE значительно увеличилось. Так, например, в Великобритании проводится одно из самых крупнейших соревнований в Европе Formula Student UK. Популярен также австралийский этап SAE Australasia (Формула SAE-A). Начиная с 2012 года в Небраске проводится соревнования Формула SAE Linkoln, ранее в Калифорнии проводились аналогичные соревнования Formula SAE West(USA). Ассоциация немецких инженеров(Verein Deutscher Ingenieure, VDI)проводит этап Formula Student Germany на трассе Хоккенхаймринг.
В 2007 году Серия Студенческих инженерных соревнований пополнилась еще на один проект. Это Формула Гибрид, аналог формулы студент, но с гибридной силовой установкой.

## Общие правила

### Студенческое соревнование
У регламента Формулы SAE относительно немного ограничений. Команда должна состоять исключительно из студентов (включая гонщиков), которые готовы вложить в проект свободное время, опыт, навыки. Так как проект является некоммерческим, то соответственно правила содержат меньше ограничений чем остальные прибыльные проекты.
Студенты имеют право получать советы и критику от профессиональных инженеров и преподавателей, но все конструкции автомобиля должны быть сделаны самими студентами. Студенты также несут ответственность за сбор средств, хотя большинство успешных команд основаны на учебных программах, бюджет которых спонсируется университетом.
Кроме того, система начисления очков построена таким образом, что оригинальная конструкция автомобиля может привести к успеху. Это обеспечивает огромное разнообразие автомобилей на соревновании, что является большой редкостью в мире автоспорта.

### Двигатель

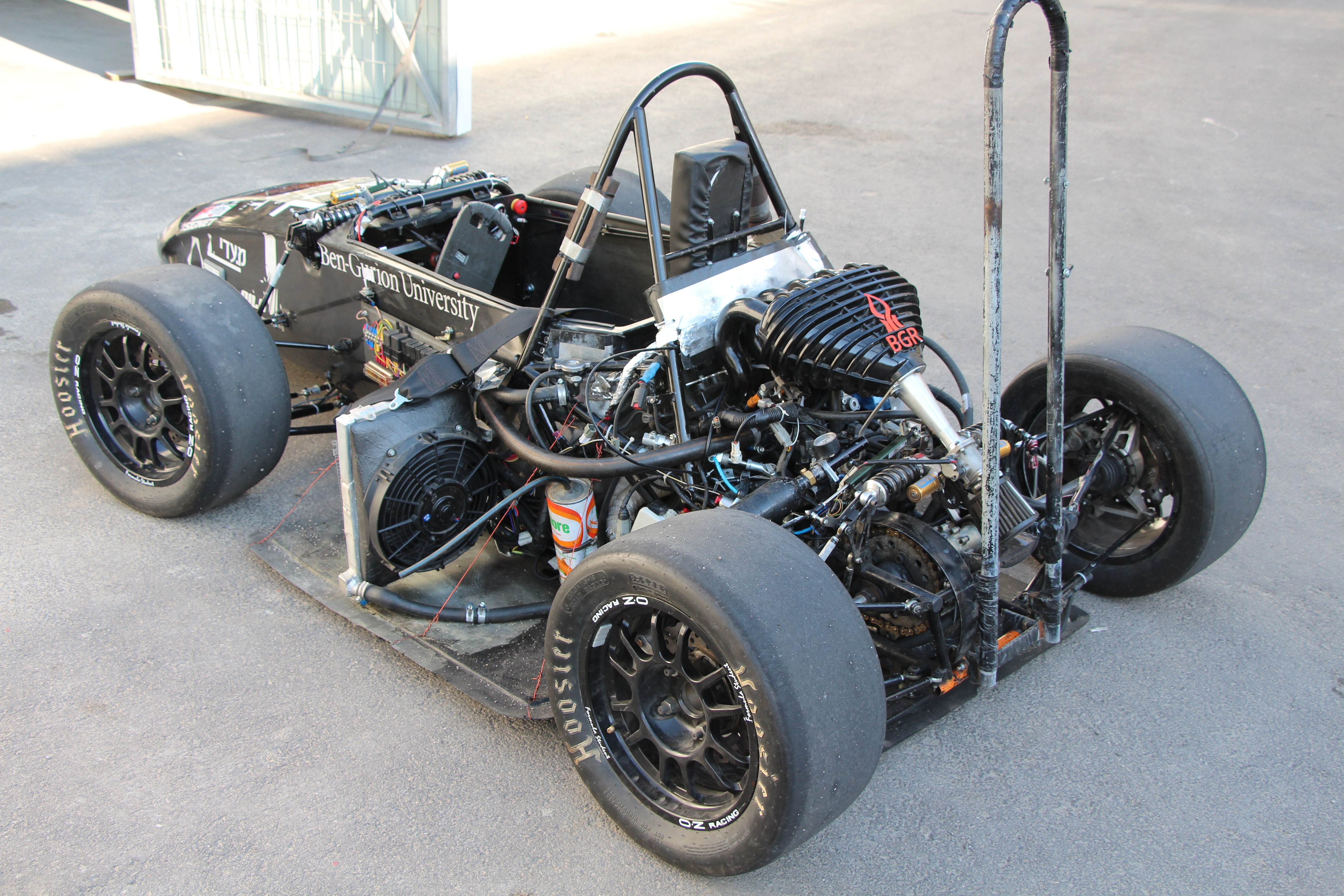
Под капотом автомобиля

Двигатель для автомобиля должен быть поршневым с четырехтактным тепловым циклом с рабочим объемом не превышающим 710 см3 (610 см3 до 2017 года) на цикл. Рестриктор круглого поперечного сечения должен быть установлен ниже по потоку от дроссельной заслонки перед любым компрессором не превышающим 20 мм для бензиновых двигателей или 19 мм для двигателей на этаноловом топливе. Рестриктор сохраняет уровень мощности ниже 100 л. с. в подавляющем большинстве автомобилей FSAE. Чаще всего используют двигатели с четырьмя цилиндрами 600cc, от спортивных мотоциклов в основном из-за их доступности. Однако есть множество команд, которые отдают предпочтения двигателям V-Twin и одноцилиндровым двигателям из-за их веса, экономии и преимуществ. Также командам разрешено строить двигатели самостоятельно, хотя эта возможность используется крайне редко.

### Подвеска
Особых ограничений для подвески нет. Главное, чтобы она соответствовала правилам техники безопасности. Большинство команд выбирают независимую подвеску, с использованием двойных поперечных рычагов. Также допускается активная подвеска.

### Аэродинамика

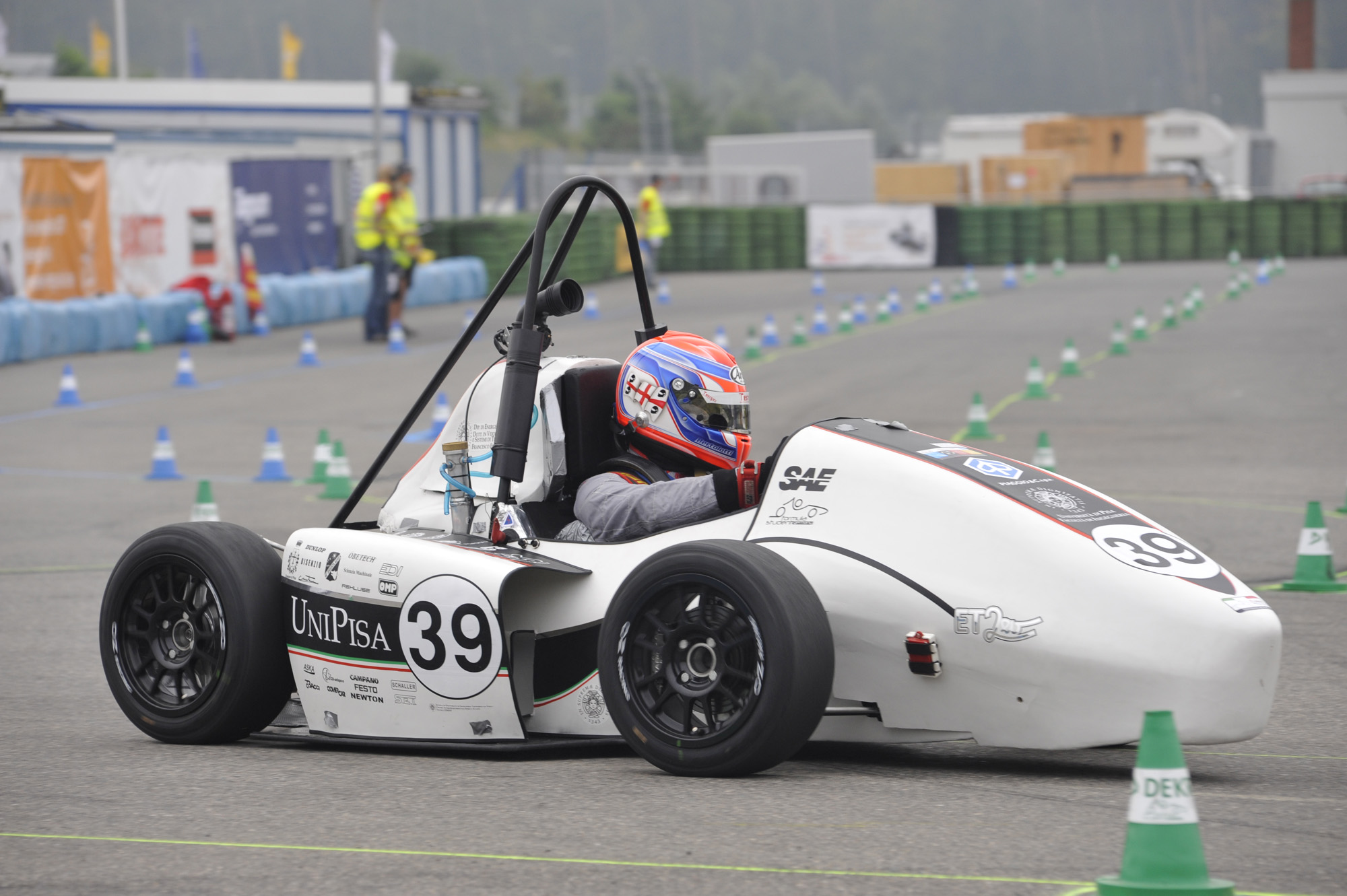
Внешний вид авто

Большинство команд не использует аэродинамические пакеты. Скорость в FSAE редко превышает 60 миль/час (97 км/ч), и судейство, как правило, осуждает аэродинамические детали. Они должны проходить тесты в аэродинамической трубе или вычислительный анализ. Преимущество хорошо развитого аэродинамического пакета очевидно; в зависимости от скорости иногда даже медленный автомобиль с хорошей аэродинамикой иногда снимает несколько секунд с круга, чем любой другой быстрый автомобиль без аэродинамических элементов. Но, в ветреные дни, в полосе торможения, или особенно в случаях экономии топлива, автомобили с аэродинамическими деталями могут значительно страдать.

### Вес
Правил на ограничение веса нет. Обычно вес среднестатической машины FSAE составляет меньше чем 500 фунтов(230 кг). Тем не менее, командам рекомендуется принять стратегию экономии веса, например, использование композитных материалов, сложных и дорогостоящих способов обработки и быстрого прототипирования. В 2009 году значимость пункта экономии топлива была увеличена от 50 до 100 баллов из 400 баллов за выносливость. Это изменение отмечено тенденцией сокращения веса и увеличением экономию топлива. Сейчас некоторые топовые команды предпочитают четырёх, одно- или двух-цилиндровые двигатели, которые потребляют меньше энергии и позволяют машине стать легче приблизительно на 75 фунтов (34 кг) и более, а также обеспечивают значительную экономию топлива. Легкий одноцилиндровый автомобиль в гонке на выносливость (Endurance) может проиграть по времени четырех цилиндровым машинам, однако он может вернуть утраченные очки за счет очков за экономию топлива.
```
Пример:
 На Formula SAE West 2009 в гонке на выносливость третьим финишировал автомобиль с четырьмя цилиндрами Рочестерского технологического университета, который закончил дистанцию за 22 минуты 45 секунд, в то время как четвертое место занял одноцилиндровый автомобиль Университета штата Орегон, уступив третьему месту 2 секунды (22 минуты 47 секунды). В результате  команда из Рочестера за гонку получила 290,6 очков из 300 возможных, команда с Орегона 289,2 очков. Тем не менее одноцилиндровый автомобиль в течение всей гонки использовал наименьшее количество топлива в сравнении с любым автомобилем подобного класса - 0,671 галлон США (2,54 л), т.е. 20,3 миль на галлон США (0,116 л / км) и получил полные 100 очков за энергетическую эффективность, в то время как четырехцилиндровый автомобиль с Рочестера использовал 1.163 галлонов США (4,40 л), т.е. 11.75 миль на галлон США (0,2002 л / км) и получил всего лишь 23,9 балла. В общем зачете Университет из Рочестера обогнал Орегонский университет, но отрыв небольшой: всего 8,9 очков.
```

### Безопасность
Большинство правил Формулы SAE созданы для безопасности соревнования. В автомобиле должна быть рама назначенной толщины и сплава, независимо от состава остальной части шасси, на носу должен быть протестированный аттенюатор. В автомобиле также должны быть два гидравлических тормозных контура, ремни безопасности, расположения водителя в кабине должно соответствовать геометрическому шаблону. Чтобы еще больше удостовериться в безопасности автомобиля, устраивают специальную проверку (Tilt-тест или тест на наклонном столе), где машину наклоняют на 45 и 60 градусов и следят за тем, чтобы на поворотах не произошла утечка топлива или других жидкостей.

## История
Первое соревнование, похожее на современную Формулу SAE, было проведено в 1978 году на базе Хьюстонского университета и называлось SAE Mini Indy. Инициатором создания и проведения выступил доктор Курт МаркМаршек. Идея пришла к нему после прочтения статьи в журнале Popular Mechanics, в которой рассказывалось про автомобиль сделанный из дерева. Многие поддержали предложение Маршека, и на следующий год прошли первые официальные соревнования. За основу соревнований взяли уже известные состязания Мини Баха. Студенты должны были спроектировать и построить небольшой автомобиль класса «Инди-стиль», имеющий такой же запас двигателя как и в статье из Popular Mechanics. В первый год 11 университетов изъявило желание принять участие (из 13 зарегистрированных). Победителем дебютного соревнования стал Университет Техаса в Эль-Пасо.
Казалось, что проекту открыта дверь в будущее, однако когда доктор Вильям Шептон затронул разговор о проведении подобного соревнования в 1980 году, его никто не поддержал. Тогда трое студентов из Техасского Университета в Остине предложили доктору Рону Мэтьюсу организовать аналогичные соревнования, но с более свободным регламентом. В новом регламенте они свели требования к двигателю на минимум — по сути, необходима была только ограничительная шайба (рестриктор) диаметром 25,4 мм на впуске. Это предложение было отправлено в Департамент Образования SAE и тем самым дало начало проекту Формула SAE.
В 1984 году соревнование проводилось на базе Техасского университета в Остине, в 1985 году его организовал Университет штата Техас в Арлингтоне. Там д-р Роберт Вудс во главе со студенческим комитетом SAE немного изменил концепцию соревнования. Теперь от студентов требовалось спроектировать, построить чисто гоночный автомобиль для ограниченного серийного производства.
В 1992 году три ведущие компании, такие как General Motors, Ford Motor Co. и Chrysler Corp., сформировали консорциум для запуска Formula SAE.

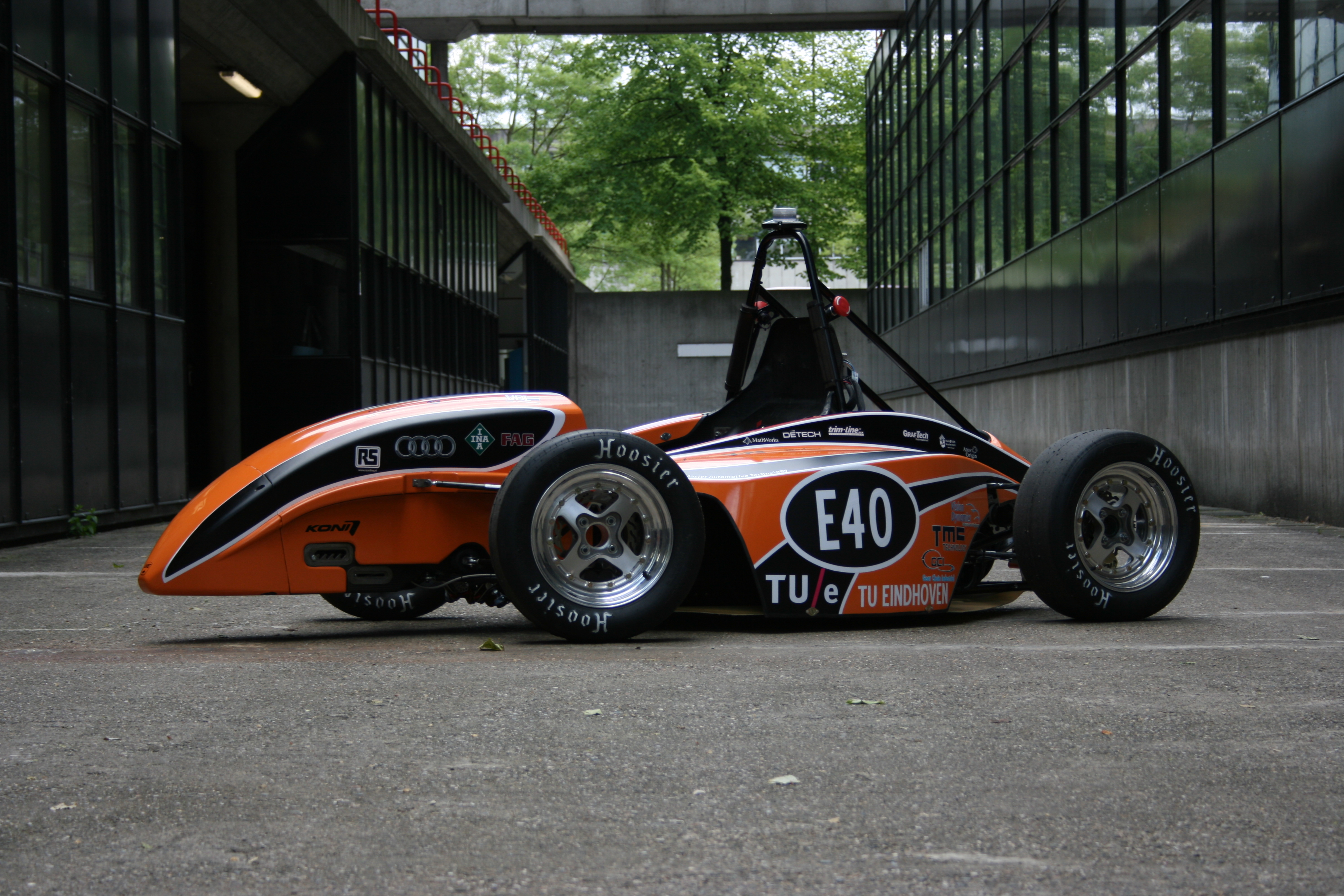
Электромобиль университета Эйндховена

В 2008 году, после проведения соревнования консорциум прекратил своё существование. В настоящее время мероприятие финансируются SAE через спонсорство компании и от платы команд за участие в соревнованиях.